# Third stream
Third Stream o progressive jazz è un termine coniato nel 1957 dal compositore Gunther Schuller, in una conferenza presso la Brandeis University, per descrivere un genere musicale in grado di compiere una sintesi tra la musica classica ed il jazz. L'improvvisazione è generalmente considerata componente importante di questo genere musicale.

## Storia
Nel 1961, Schuller ha definito Third Stream ("Terza Corrente" come "un nuovo genere di musica che si trova a metà strada tra il jazz e la musica classica". Schuller insiste che " per definizione non c'è nulla di uguale al Third Stream Jazz'".
Schuller osserva che, mentre i critici di entrambe le sorgenti della musica Third Stream (jazz e classica) si siano opposti ciascuno alla contaminazione del proprio genere, molti jazzisti hanno in effetti percepito questa presa di posizione come "un assalto alle tradizioni". Schuller, a questa contestazione risponde che "distinguendo questa musica come un'entità autonoma, Third Stream", le altre due correnti potrebbero andare avanti per la loro storia, indipendentemente, senza correre il rischio di contaminazione. Ai compositori di musica Third Stream è richiesto un "bilinguismo" musicale di fondo, poiché devono essere esperti del linguaggio della musica classica tanto quanto di quello del jazz.
I critici hanno sostenuto che la musica Third Stream - poiché attinge materiale da due generi musicali così differenti - perda l'originale forza comunicativa dei generi, dopo la loro combinazione. Molti altri invece sostengono l'idea che la musica Third Stream sia un interessante filone di sviluppo ed evoluzione musicale.

Nel 1981, lo stesso Schuller compila una lista che illustra "cosa non sia la musica Third Stream":

- Non è jazz con il contributo di archi.
- Non è jazz suonato con strumenti "classici".
- Non è musica classica suonata da jazzisti.
- Non è un innestare Ravel o Schoenberg in mezzo a dei "be-bop changes" — e nemmeno il contrario.
- Non è jazz in forma di fuga.
- Non è una fuga suonata da jazzisti.
- Non è un modo per distruggere il jazz o la musica classica; è semplicemente un'altra opzione tra le tante per i musicisti creativi di oggi.

## Altri esempi di fusioni musicali
Schuller indica che una simile fusione fu compiuta da Béla Bartók: il compositore conquistò un grande riscontro dopo aver incorporato elementi di musica Folk Ungherese nelle sue composizioni, che avevano avuto una grande influenza dalla musica di Claude Debussy e Richard Strauss.
Sin dal primo '900 ci sono stati tentativi di integrare musica classica con il jazz, ancor prima che fosse identificato con un genere a sé stante. Molti ragtime hanno attinto dalla musica classica come dalla musica sinfonica: un esempio potrebbe essere la Rhapsody In Blue di George Gershwin del 1924. Anche La création du monde scritta dal compositore francese Darius Milhaud ingloba elementi presi dal jazz, comprendendo anche una fuga in stile jazz. Igor Stravinsky ha utilizzato il jazz in molte sue composizioni: Ragtime, Piano-Rag-Music e Ebony Concerto (composto nel 1945 per il clarinettista jazz Woody Herman e per la sua orchestra). Altri influenti compositori ad aver attinto da elementi jazz sono Maurice Ravel, Bohuslav Martinů, Paul Hindemith, George Antheil, Aaron Copland, Ernst Křenek, Kurt Weill, Dmitri Shostakovich, Morton Gould, e Leonard Bernstein. Tutti questi esempi possono dimostrare come ci sia da sempre stato un mutuo interesse tra musicisiti jazz e musicisti classici anche se, al contrario della musica Third Stream, alcune di queste composizioni non prevedono l'improvvisazione.
Un'altra importante fusione tra i due generi può esser testimoniata da "Interlude in B-flat", di Artie Shaw, registrata nel 1935 con l'inusuale ensemble composto da quartetto d'archi, una sezione ritmica jazz e lo stesso Shaw al clarinetto ed al sassofono.

Esempio moderno di Third Stream influenza è la musica di Charles Mingus, Krzysztof Penderecki, Nikolaj Kapustin e altri.